# NK RAŠK Rajevo Selo
NK RAŠK Rajevo Selo je nogometni klub iz Rajevog Sela.
Trenutačno se natječe se u 2. ŽNL Vukovarsko-srijemskoj.